# 長野県松川高等学校
長野県松川高等学校（ながのけんまつかわこうとうがっこう）は、長野県下伊那郡松川町にある公立高等学校である。通称は「松高（まつこう）」。
地元自治体の要望により設立された私立高等学校であったが、その後一部事務組合立を経て、現在は県立高等学校となっている。経営主体・設置者は学校法人塚原学園、学校法人清恵会、一部事務組合松川高等学校組合、長野県と移行した。文化祭は「松高祭」と称し、その名称は校名に由来する。

## 沿革
- 1959年- 松川町他2町3ヶ村の要望を受け、学校法人塚原学園が私立塚原学園天竜高等学校を開校。校地は松川町立旧上片桐中学校跡地。
- 1965年3月 - 第37回選抜高等学校野球大会に出場。翌年7月には同一の学校法人が経営する塚原高等学校と第48回全国高等学校野球選手権大会長野大会本大会決勝で対戦するが敗れ春夏出場はならず。
- 1977年12月 - 学校法人塚原学園が塚原学園天竜高等学校を大阪府の社会医療法人清恵会が設立した学校法人清恵会に譲渡。
- 1978年4月1日 - 私立天竜光洋高等学校に改称。塚原学園天竜高等学校の在校生は塚原高等学校には転校せず、そのまま天竜光洋高等学校の在校生として進級。
- 1984年11月 - 飯田市他下伊那郡20市町村による一部事務組合松川高等学校組合設立認可。
- 1985年3月 - 天竜光洋高等学校が学校法人清恵会より一部事務組合松川高等学校組合に譲渡される。
- 1985年4月1日 - 組合立に移行。組合立長野県松川高等学校と改称し開校する。天竜光洋高等学校在校生はそのまま組合立長野県松川高等学校の在校生として進級。
- 1987年4月1日 - 組合立から県立へ移管、長野県松川高等学校となる。在校生はそのまま進級。
- 2003年4月1日 - 普通科総合選択制、エリア制、2学期制を導入。
- 2009年11月13日 - 開校50周年記念式典。

## 教育目標
人格の形成と、知、徳、体の調和のとれた人間性豊かな人材の育成を目指す。

## 出身者
- 鈴木照雄（元プロ野球選手）
- 松尾レミ（GLIM SPANKY）
- 亀本寛貴（GLIM SPANKY）
- 前島恭平(競輪選手)

## 校章
ペンを中心に、左右に3対ずつの松葉を配置、中央に高の文字

## 校歌・応援歌
- 校歌（作詞：井出賢次  作曲：飯沼信義）

## 最寄駅
- 東海旅客鉄道飯田線：上片桐駅。